# Železniška postaja Rače
Železniška postaja Rače je ena izmed železniških postaj v Sloveniji, ki oskrbuje bližnje naselje Rače.